# Olimpia Tomczyk-Iwko
Olimpia Joanna Tomczyk-Iwko (ur. 21 sierpnia 1978 w Zielonej Górze) – polska polityk i przedsiębiorca, w latach 2021–2023 drugi wicewojewoda lubuski.

## Życiorys
Ukończyła studia politologiczne na Uniwersytecie Zielonogórskim, kształciła się podyplomowo w zakresie resocjalizacji w Wyższej Szkole Zarządzania i Przedsiębiorczości w Wałbrzychu. Pracowała m.in. w ośrodku pomocy społecznej, jako kurator sądowy i instruktor fitness oraz w prywatnym przedsiębiorstwie. Później zajęła się prowadzeniem własnej działalności gospodarczej, została właścicielką firmy BioPiwo.
Zaangażowała się w działalność na rzecz jednomandatowych okręgów wyborczych oraz w tzw. Ruch Zmielonych. Została pełnomocnikiem komitetu Kukiz’15 w województwie lubuskim, z jego ramienia kandydowała do Sejmu w 2015 oraz do Parlamentu Europejskiego w 2019. W 2018 ogłoszono jej kandydaturę na prezydenta Zielonej Góry, jednak jej komitet nie dopełnił formalności rejestracyjnych. Zasiadała też we władzach organizacji Stowarzyszenie Na Rzecz Nowej Konstytucji Kukiz’15 i Stowarzyszenie Wojownicy’15. Opuściła ruch Pawła Kukiza po zawarciu sojuszu wyborczego z PSL. Później przystąpiła do Solidarnej Polski, w 2020 została szefem lubuskich struktur partii (która w 2023 została przemianowana na Suwerenną Polskę). 22 listopada 2021 powołana na nowo utworzone stanowisko drugiego wicewojewody lubuskiego (z odpowiedzialnością za sprawy społeczne oraz programy rządowe i europejskie). W grudniu 2023 przestała pełnić funkcję wicewojewody. W 2024 kandydowała do sejmiku lubuskiego z ramienia KWW Konfederacja i Bezpartyjni Samorządowcy.
Wraz z mężem mieszka w Brzeźnicy.